# Blowverbodsbord

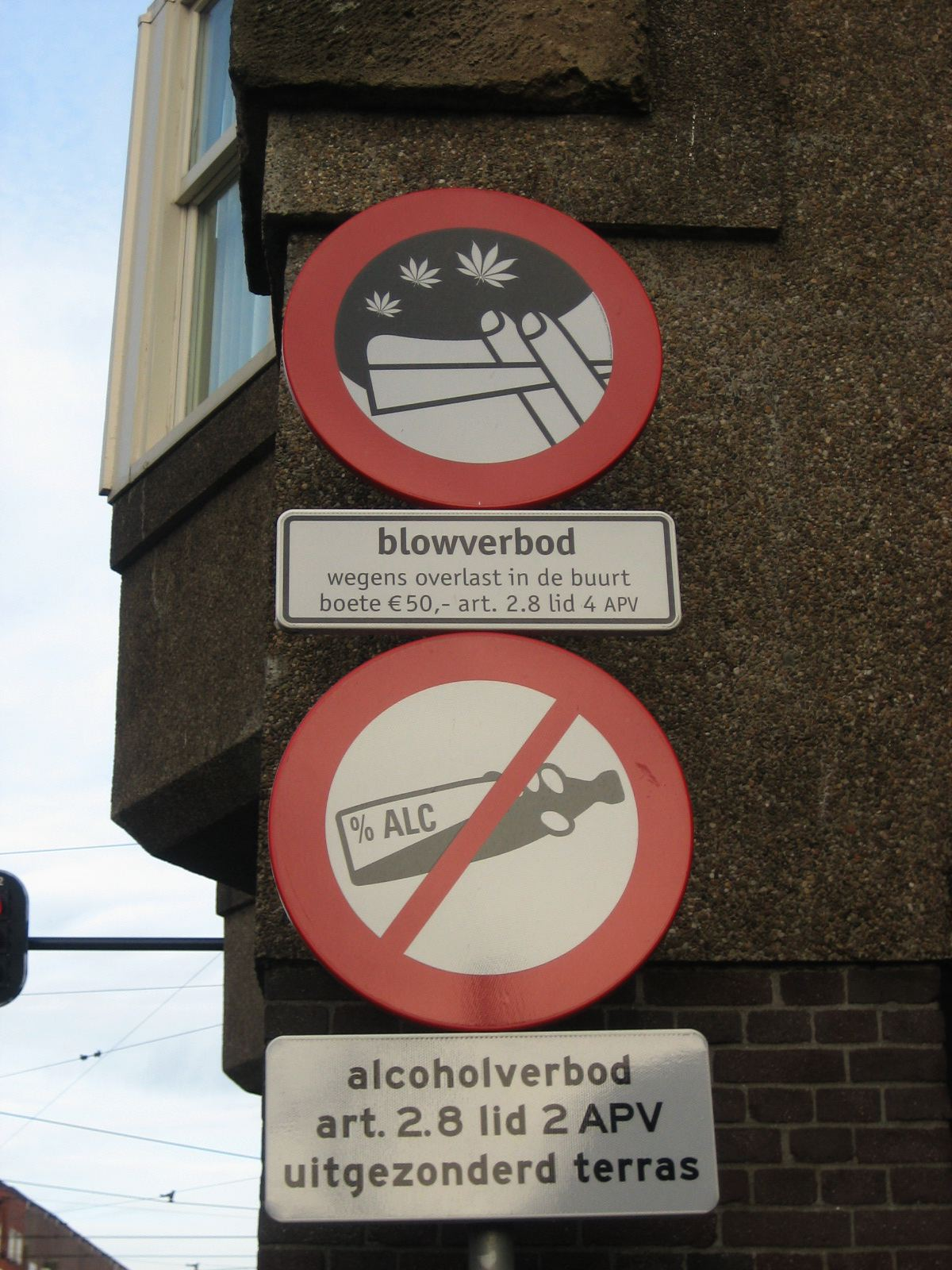
Blowverbod en alcoholverbod bij het Mercatorplein (Amsterdam)

Een blowverbodsbord was een bord dat aangaf dat er in een bepaald gebied niet mocht worden geblowd. In Nederland werden in januari 2006 de blowverbodsborden geïntroduceerd in het Amsterdamse stadsdeel De Baarsjes. De APV werd aangegrepen om deze verbodsmaatregel te nemen. In juli 2011 oordeelde de Raad van State dat gemeenten een plaatselijk blowverbod niet via de APV mogen regelen omdat het bezit en gebruik reeds verboden is op grond van de Opiumwet.

## Verbod
In december 2005 ging de Amsterdamse gemeenteraad akkoord met de invoering van een blowverbod voor specifieke gebieden waar sprake was van veel overlast van blowende jongeren. Voor de duur van een jaar mocht de gemeente plaatselijke blowverboden afkondigen. Dit was een unieke situatie: blowverboden golden tot dan toe niet voor kleine gebieden zoals straten en pleinen, maar voor grotere regio's.

## Bord
Doordat het verbod nu betrekking had op kleine gebieden, ontstond er ook behoefte aan borden die het blowverbod aangeven. Dit bord, dat grote gelijkenis vertoont met een verkeersbord, maar er geen is, werd op 17 januari 2006 door bewoners en ondernemers in stadsdeel De Baarsjes gekozen uit drie voorstellen ontworpen door Hans Bos van KochxBos Ontwerpers, Amsterdam. Op het Mercatorplein, in de Hudsonstraat en in enkele naburige straten werd het bord kort daarna opgehangen. Overtreding van het aldus aangegeven blowverbod kon met een boete bestraft worden.

## Populariteit
De borden bleken echter al snel een collector's item te zijn, en de eerste borden werden al vrij snel gestolen. Als antwoord daarop bood het stadsdeel de borden te koop aan op het internet. De opbrengst ging naar een goed doel. De belangstelling bleek groot, en al spoedig werd er een plastic namaakbord te koop aangeboden. Een andere ondernemer speelde daarop in door een rond blauw "toestemmingsbord" in de handel te brengen, waarop een wit cannabisblad was afgebeeld. Dit bord werd uit de handel genomen. Het vertoonde grote gelijkenis met een verkeersbord, en aan particulieren is het verboden verkeersborden te koop aan te bieden.

## Verenigde Staten
In de Verenigde Staten kent men al langer het verschijnsel dat borden aangeven dat er ter plekke een speciale wetgeving voor drugsgebruik van toepassing is. Zo geldt er rond scholen vaak een drug-free school zone.